# Hermann Becker-Freyseng
Hermann Becker-Freyseng (Ludwigshafen am Rhein, 18 luglio 1910 – Heidelberg, 27 agosto 1961) è stato un medico tedesco e consulente per la medicina aeronautica della Luftwaffe durante gli anni del nazismo. È stato riconosciuto come uno dei principali specialisti in medicina aeronautica. È stato processato e condannato al processo ai dottori.

## Le prime ricerche
Si laureò in medicina presso l'Università di Berlino nel 1935, sebbene il suo primo notevole impegno nella ricerca non avvenne fino a tre anni dopo, quando lavorò con Hans-Georg Clamman negli esperimenti sugli effetti dell'ossigeno puro.

## Il lavoro con i nazisti
Inizialmente è stato reclutato da Hubertus Strughold per prendere parte nel programma nazista sulla sperimentazione umana. La particolare area di sperimentazione di Becker-Freyseng fu la ricerca in camera a bassa pressione, in cui lavorò al fianco di Ulrich Luft, Otto Gauer ed Erich Opitz. Il Dipartimento per la Medicina dell'Aviazione fu istituito nel 1936 con Becker-Freyseng inizialmente come associato prima di essere promosso a coordinatore. A differenza di alcuni suoi colleghi nella ricerca medica militare, era un membro del partito nazista. Ha ricoperto anche il grado di capitano nel servizio medico.
I vari esperimenti intrapresi da Becker-Freyseng, o comunque effettuati sotto la sua supervisione, provocarono una serie di vittime, in particolare gli esperimenti effettuati ad alta quota eseguiti sui detenuti del campo di concentramento di Dachau dallo stesso Becker-Freyseng, insieme a Siegfried Ruff e Hans-Wolfgang Romberg. Uno dei più noti fu quello dettagliato nell'articolo pubblicato con Konrad Schäfer e intitolato Thirst and Thirst Quenching in Emergency Situations at Sea.
Per gli esperimenti, gli accademici chiesero personalmente a Heinrich Himmler 40 detenuti sani del campo, che furono poi costretti a bere acqua salata o in alcuni casi ad averla iniettata nelle loro vene. A metà dei soggetti fu somministrato un farmaco chiamato berkatit, per poi essere sottoposti a biopsia epatica invasiva senza anestesia: tutti i soggetti morirono, compresi quelli a cui fu somministrato il berkatit, rivelatosi tossico.

## Il processo ed il lavoro negli Stati Uniti
Incriminato al processo ai medici, fu riconosciuto colpevole delle accuse 2 e 3 (crimini di guerra e crimini contro l'umanità) e condannato a venti anni di reclusione. Nel 1946 il nome di Becker-Freyseng era presente in una lista di venti persone, redatta da Harry George Armstrong, che sarebbero state portate negli Stati Uniti per aiutare nello sviluppo della medicina spaziale americana. Insieme a Kurt Blome, Siegfried Ruff e Konrad Schäfer, fu portato negli Stati Uniti e messo al lavoro sui progetti relativi alla corsa allo spazio.
Data la responsabilità della raccolta e della pubblicazione delle ricerche intraprese insieme ai suoi colleghi, il libro risultante, German Aviation Medicine: World War II, è apparso subito dopo che Becker-Freyseng iniziò a scontare la sua pena detentiva. Nel 1960 gli fu diagnosticata la sclerosi multipla e morì l'anno successivo.